# Estación Freire (Tren Nos-Estación Central)
Freire es una estación de trenes de la línea Tren Nos-Estación Central ubicada en San Bernardo, en la región Metropolitana de Chile. Fue inaugurada en 2017.

## Historia
La estación fue planificada el año 2012 como parte de un proyecto de mejora de infraestructura ferroviaria entre la ciudad de Santiago y Rancagua, siendo parte del servicio Rancagua Express. y terminada de ser construida durante 2015; sin embargo, debido a retrasos y cambios en el proyecto, la estación es inaugurada en 2017 como parte del servicio Tren Nos-Estación Central.
En conjunto con la estación Lo Blanco, esta fue planeada como una nueva estación. Esta posee un andén con dos plataformas en superficie en medio de las dos líneas por las que transitan la ruta de ida y vuelta del servicio del metrotrén; además de dos líneas que no tienen parada en la estación, por las que transitan los otros servicios de EFE Central y transporte de carga. El resto de las instalaciones se encuentran bajo tierra, donde se conecta con el andén por medio de escaleras.
Al menos dos veces la estación Freire ha sido sitio de falla con los trenes Xtrapolis: el 6 de septiembre de 2017 y el 23 de abril de 2018, provocando congestión y retrasos en el flujo de los trenes.
Esta estación se encuentra próxima al Parque Merino, el Parque Colón, el Hospital Parroquial de San Bernardo, y a 2 kilómetros del Hospital El Pino.

## Conexión con Red Metropolitana de Movilidad
El ingreso a la estación es por medio de torniquetes, utilizando el sistema integrado de la tarjeta bip.
La estación posee 2 paraderos de la Red Metropolitana de Movilidad en sus alrededores, los cuales corresponden a:
| Paradero / Código                 | Recorridos |
| --------------------------------- | --- |
| Parada 1 / Estación Freire (PG41) | 201 (Mall Plaza Norte) - 211 (La Florida) - 211c (Metro La Cisterna) - 271 (Santiago) - G07 (San Francisco) - G08 (Metro La Cisterna) |
| Parada 2 / Estación Freire (PG26) | 201 (San Bernardo) - 211 (Nos) - 211c (San Bernardo) - 271 (San Bernardo) - G07 (Lo Herrera) - G08 (Población La Selva)               |